# Sol Rezza
Sol Rezza (Buenos Aires, 7 de abril de 1982) es una compositora, diseñadora de sonido, ingeniera de audio y productora argentina. 
Se especializa en la creación de experiencias sonoras de última generación. Combinando paisajes sonoros electrónicos experimentales con tecnología avanzada de sonido envolvente, Sol crea entornos de audio inmersivo para ecosistemas virtuales y actuaciones en directo.

## Carrera

### Comienzos
En 2001 trabajó como ayudante de producción en Radio de la Ciudad para el programa radiofónico En la vereda, realizado por Quique Pesoa. Una vez finalizados sus estudios como productora integral de radio, trabajó para Radio Nacional Argentina para el programa Hacha y tiza, del investigador e historiador argentino Hugo Chumbita.
Durante los años 2006-2007 formó el proyecto de radio itinerante llamado Estudio Rodante junto al ingeniero de audio Lucas Grancelli. Con el proyecto Estudio Rodante visitó diferentes países, entre ellos Chile, Bolivia, Perú, Ecuador, Colombia y México, donde realizó sus primeros registros de grabaciones de campo y comenzó sus primeros trabajos experimentales para radio, que se difundieron por las radios comunitarias pertenecientes a la Asociación Mundial de Radios Comunitarias (AMARC).
A partir de 2009, luego de estudiar ingeniería de audio y diseño de sonido, se especializó en la práctica del arte sonoro y realizó el programa de radio El silencio NO existe, dedicado al género del radio arte.

### Carrera
En 2008 comienza a escribir artículos que tienen como temas el paisaje sonoro, la escucha atenta, el radio arte, el arte sonoro y la música experimental para diversas revistas y congresos relacionados con los temas de experimentación con sonido.
Participó con sus piezas de diversos festivales e instalaciones dedicados al arte sonoro y la música experimental, entre los que se encuentran Prix Bohemia Radio, Festival Netaudio London, Umbrales - espacios del sonido, Soundwave Festival, Journée Internationale de la Création Radiophonique, Sonophilia Festival, CTM Festival.
En 2011 edita su segundo álbum SPIT por el sello Acustronica net. Este álbum combina electrónica experimental con paisajes sonoros y recibió críticas positivas de varios medios norteamericanos. Ese mismo año, el artista Steve Heimbecker presentó la obra en la primera serie de conciertos multicanal para el sistema de 64 canales Turbulence Sound Matrix.
En el año 2015 presentó en vivo su trabajo titulado "In the darkness of the world", basado en la obra Veinte mil leguas de viaje submarino, comisionado por el CTM Festival 2015 y coencargado por Deutschlandradio Kultur. Es una obra performativa de radio experimental que narra en español, alemán e inglés el texto de Julio Verne a través de diseños de sonido realizados con hidrófonos. Esta obra para 12 canales forma parte de la colección Sonosphere.
La periodista Frances Morgan de la revista The Wire, especializada en música experimental y electrónica, comentó acerca de "In the darkness of the world": 
"El proyecto es imaginativo y alegre, se inspira en el clásico drama radiofónico; su aspecto espacial hace una instalación que invita a la escucha y la hace accesible".
En 2015 participó como jurado para los premios New York Festival Radio Awards.
En 2018 fue convocada por la radio comunitaria alemana Radio Corax para participar en una residencia especializada en radio arte: Radio Art Residency. Allí junto al equipo de la radio y con el apoyo del Goethe Institut desarrollaron un mapa sonoro de la ciudad de Halle (Saale) con 21 piezas de radio experimental, junto con una presentación titulada Opening, basada en una entrevista con el físico inglés Julian Barbour.
En el año 2019 su trabajo Rooms in your mind fue seleccionado para participar del festival Radiophonic Places - Follow the Radio Wagon en el contexto del centésimo aniversario de la Escuela de la Bauhaus de Weimar. En el mismo año también presentó su obra Temazcal, que tiene como tema principal la noción del tiempo y el espacio desde la perspectiva del sonido. Dicha obra fue estrenada a en el marco del Ciclo de Arte Sonoro en el Centro Cultural Parque de España.
El Festival Tsonami de arte sonoro (Chile) y Kunstradio (Austria) le encargan la pieza POOL - Die Möglichkeiten des Wassers, una composición generativa realizada a partir de bucles de grabaciones de fragmentos de agua y electrodomésticos convencionales.
En 2020 participó en la edición 22° del Festival de música electrónica MUTEK (Montreal) con la obra audiovisual All is Waves junto a la artista Lucía Rotania. Al mismo tiempo que se une a la iniciativa Amplify DAI.  Este mismo año es comisionada por el Archivo General de la Nación Argentina, Centro de Arte Sonoro (CASo) y el Centro Cultural Kirchner para participar del proyecto De cerca nadie es normal.
En 2021, participa de la edición híbrida Argentina - España del Festival de música electrónica MUTEK con la performance audiovisual Inundare y realiza la obra Finite Infinite para la exposición virtual Para 80000, comisariada y dirigida por Anja Lekavski, Kalas Liebfried y Jakob Braito.

## Obras

### Performance
- 2022. Abismos
- 2021. Catastrophic Forgetting
- 2021. Inundare
- 2019. TEMAZCAL
- 2018. Opening Radio Art Residency.
- 2015. In the darkness of the world.
- 2012. Matar al gato 2.2: Ekpirótica.
- 2011. Matar al gato 2.0: Ekpirótica.
- 2010. Matar al Gato 1: Conocimiento Funk.

### Audiovisual
- 2021. Sentronium
- 2021. Filaments of a Circle
- 2020. All is Waves
- 2020. De cerca Nadie es Normal
- 2016. Ritual Radio
- 2015. In the darkness of the world Deutschlandradio Kultur (Versión radiofónica)
- 2012. A Greater Purpose
- 2011. La Existencia de la Luz (álbum)
- 2010. Matar al Gato:Conocimiento Funk

### Música experimental
- 2022. Amanece
- 2021. Finite Infinite
- 2019. Pool (álbum)
- 2018. Rooms in your mind
- 2018. Halle Klang Karte. (álbum)
- 2015-2016. Storm/S. (álbum)
- 2014. La simplicité d'une goutte
- 2014. Ntangu
- 2013. 32 Turbulencias (álbum)
- 2011. La existencia de la luz (álbum)
- 2011. SPIT (álbum)

### Radio arte
- 2021. Entre Marte y Júpiter
- 2019. Yeast
- 2018. Mapeo de sonido Halle. Radio Art Residency[30]
- 2017. El piso Mortal
- 2017. El agujero negro
- 2016. Cartas mi misma
- 2016. Ritual Radio
- 2015. In the darkness of the world Deutschlandradio Kultur (Versión radiofónica).[31]
- 2014. KM/TB.
- 2012. Shorts for Radio (Álbum)
- 2011. Verdades Minúsculas (Álbum) Netaudio Festival 2011 - Roundhouse.
- 2010. El año del conejo. Blink Festival 2011.(Álbum)
- 2009. Ex nihilo nihil (Álbum)
- 2009. Bird Migration[32]

### Producciones radiofónicas
- 2016. Ritual Radio 2016
- 2009-2010. El silencio NO Existe (serie radiofónica sobre radio experimental para la radio comunitaria XHECA-FM).
- 2013-2014. Una chica hablando de sonido (podcast serie radiofónica desde una aproximación a la ingeniería de audio)